# 3612 Peale
A 3612 Peale (ideiglenes jelöléssel 1982 TW) a Naprendszer kisbolygóövében található aszteroida. Edward L. G. Bowell fedezte fel 1982. október 13-án.